# 祝千·洛藏年智嘉措
祝千·洛藏年智嘉措（？—？）民族及籍贯不详，第十世祝千活佛。

## 生平
洛藏年智嘉措是第九世祝千活佛官却成来嘉措之后的第十世祝千活佛。其后，为第十一世祝千活佛洛藏年智成来嘉措。